# Moïse Koumoué Koffi
Pour les articles homonymes, voir Koffi.
 (avril 2025).
La mise en forme du texte ne suit pas les recommandations de Wikipédia : il faut le « wikifier ».
Les points d'amélioration suivants sont les cas les plus fréquents. Le détail des points à revoir est peut-être précisé sur la page de discussion.
- Les titres sont pré-formatés par le logiciel. Ils ne sont ni en capitales, ni en gras.
- Le texte ne doit pas être écrit en capitales (les noms de famille non plus), ni en gras, ni en italique, ni en « petit »…
- Le gras n'est utilisé que pour surligner le titre de l'article dans l'introduction, une seule fois.
- L'italique est rarement utilisé : mots en langue étrangère, titres d'œuvres, noms de bateaux, etc.
- Les citations ne sont pas en italique mais en corps de texte normal. Elles sont entourées par des guillemets français : « et ».
- Les listes à puces sont à éviter, des paragraphes rédigés étant largement préférés. Les tableaux sont à réserver à la présentation de données structurées (résultats, etc.).
- Les appels de note de bas de page (petits chiffres en exposant, introduits par l'outil «  Source ») sont à placer entre la fin de phrase et le point final[comme ça].
- Les liens internes (vers d'autres articles de Wikipédia) sont à choisir avec parcimonie. Créez des liens vers des articles approfondissant le sujet. Les termes génériques sans rapport avec le sujet sont à éviter, ainsi que les répétitions de liens vers un même terme.
- Les liens externes sont à placer uniquement dans une section « Liens externes », à la fin de l'article. Ces liens sont à choisir avec parcimonie suivant les règles définies. Si un lien sert de source à l'article, son insertion dans le texte est à faire par les notes de bas de page.
- La présentation des références doit suivre les conventions bibliographiques. Il est recommandé d'utiliser les modèles {{Ouvrage}}, {{Chapitre}}, {{Article}}, {{Lien web}} et/ou {{Bibliographie}}. Le mode d'édition visuel peut mettre en forme automatiquement les références.
- Insérer une infobox (cadre d'informations à droite) n'est pas obligatoire pour parachever la mise en page.

Pour une aide détaillée, merci de consulter Aide:Wikification.
Si vous pensez que ces points ont été résolus, vous pouvez retirer ce bandeau et améliorer la mise en forme d'un autre article.
Moïse Koumoué Koffi, né en 1943 à M'bahiakro, est un homme politique et ancien ministre ivoirien. Sénateur depuis 2018, il est le président de la commission des Affaires économiques et financières du Sénat ivoirien.

## Formation
Après des études secondaires au collège moderne de Bouaké (actuel lycée classique de Bouaké) et à Lyon en France (institution catholique), Koumoué Koffi Moïse débute ses études universitaires en 1966 à la faculté de droit d'Abidjan et à  l'École pratique de la fonction publique (ENA). Il obtient un diplôme d'études juridiques générales ainsi que le brevet de l'École pratique. En 1970 il retourne en Côte d'Ivoire après une licence en droit public (actuelle maitrise en droit) de la faculté de droit et de l'École nationale des impôts de Clermont-Ferrand (France). En 1972, Koumoué Koffi Moïse décroche un diplôme d'études supérieures de droit public (DES) à l'université Félix Houphouët-Boigny d'Abidjan. Il soutient sa thèse de doctorat d'Etat en droit le 3 juillet 1979 à l'université de Paris I (Panthéon-Sorbonne) avec la mention très bien sur le thème : « la taxe sur la valeur ajoutée dans le développement économique de la Côte d'Ivoire ».

## Carrière
En 1970, il est nommé administrateur des services financiers, chef du service des patentes et impôts divers à la direction générale des Impôts à Abidjan en 1970. Il est promu en 1972, directeur des contributions indirectes à la direction générale des Impôts. Koumoué Koffi est chargé de cours de fiscalité à l'École nationale d'administration (ENA). À l'issue de sa thèse de doctorat, il est chargé de cours de fiscalité (en maitrise de droit des affaires) à la faculté de droit de l'université nationale d'Abidjan de 1979 à 1986.
Le 9 juillet 1986, il fait son entrée au gouvernement en tant que ministre du Budget. Le 16 octobre 1989 il est nommé ministre de l'Économie et des Finances. Le 5 juillet 1990, Koumoué Koffi Moïse se voit confier le poste de ministre délégué à la Présidence, chargé des élections générales dans le Grand Centre. Sa carrière dans la diplomatie débute le 19 juin 1991. Il est nommé par la président Félix Houphouët-Boigny, ambassadeur extraordinaire et plénipotentiaire de la république de Côte d'Ivoire auprès du Japon et de la Corée du Sud avec résidence à Tokyo. Son second poste est celui d'ambassadeur extraordinaire et plénipotentiaire de la république de Côte d'Ivoire auprès des États-Unis d'Amérique, du Commonwealth des Bahamas et du Mexique avec résidence à Washington de 1994 à 2000.

### Parcours politique
De 2012- 2020, il occupe la présidence du conseil régional de l'Iffou. Depuis 2018, Koumoué Koffi moïse est le sénateur de la région de l’Iffou et président de la commission des Affaires économiques et financières du Sénat.
Membre du bureau politique du PDCI RDA, il s'était porté candidat à la présidence du parti avant de se rétracter.

## Publications
Il est l'auteur de quatre ouvrages :
- La TVA dans le Développement Économique de la Côte d'Ivoire (LGDJ-NEA 1981) thèse de doctorat d’Etat[4]
- Les Investissements Privés en Côte d'Ivoire : Mesures fiscales d'incitation (NEA 1986)
- Politique Économique et Ajustement Structurel en Côte d'Ivoire (points de vue L'Harmattan 1994)[5]
- Dévaluation et Politique de Développement Économique de la Côte d'Ivoire (points de vue- L'Harmattan 1996)[6]

## Distinctions
- Officier de l'Ordre national
- Grand officier de l'ordre du Bélier (PDCI-RDA)